# Joseph Cao
Joseph Cao, właśc. Cao Quang Ánh (ur. 13 marca 1967 w Sajgonie) – amerykański polityk i prawnik pochodzenia wietnamskiego.
Urodzony w Wietnamie, zamieszkał z matką-imigrantką w Stanach Zjednoczonych mając 8 lat. Członek 111. Izby Reprezentantów z 2. okręgu w Luizjanie. Republikanin. Pierwszy w historii kongresmen pochodzenia wietnamskiego.